# Filipa de Hainault
Filipa de Hainault (em inglês:  Philippa; Valenciennes, 24 de junho de 1314 — Castelo de Windsor, 15 de agosto de 1369), foi rainha consorte da Inglaterra como esposa de Eduardo III de Inglaterra. Ela era a filha de Guilherme I de Hainault, conde de Hainault, Holanda e Zelândia e de Joana de Valois, É prima da rainha inglesa e sogra de Filipa, Isabel de França, conhecida como "Loba da França".

## Família
Seus avós paternos eram João II de Holanda, conde de Hainault, Holanda e Zelândia e Filipa de Luxemburgo. Já seus avós maternos eram Carlos de Valois, conde de Valois, filho do rei Filipe III de França e a princesa Margarida de Anjou, filha do rei de Nápoles, Carlos II.
Filipa tinha sete irmãos, entre eles: Guilherme II de Hainault, sucessor de seu pai nos três condados, e marido de Joana de Brabante; Margarida II de Hainault, rainha da Germânia e imperatriz do Sacro Império Romano-Germânico através de seu casamento com Luís IV de Baviera.

## Casamento
O jovem Príncipe de Gales, Eduardo de Windsor, conheceu a jovem durante o período em que esteve refugiado no Condado de Hainault juntos de seus irmãos e sua mãe, que tramava o golpe ao trono inglês junto com seu amante Roger Mortimer, depondo o rei da Inglaterra, Eduardo II, seu pai e o colocaria no trono das Ilhas e à frente do Ducado da Aquitânia. Nesse período, o jovem príncipe se apaixonou pela filha do Conde Guilherme e decidiu que gostaria de se casar com ela. Filipa, por sua vez, também se apaixonou pelo Príncipe de Gales, mas era apenas a filha de um conde. Era, porém, prima em segundo grau de Eduardo.
Após a deposição de Eduardo II do trono da Inglaterra, e a coroação de Eduardo III, negociou-se o casamento do rei inglês, com a jovem Filipa de Avesnes. Os dois se casaram na Catedral de York, no dia 24 de janeiro de 1328, onze meses depois da ascensão de Eduardo ao trono inglês. A jovem rainha não era dotada de estonteante beleza, mas tinha uma aparência muito agradável e seu casamento fora motivado por amor, uma raridade entre a realeza do século XIV. 

## Rainha
Após o casamento, os dois estavam sempre juntos e a bondade incomum da rainha Filipa lhe rendeu o título de " A Boa Rainha Filipa", dado pelos seus súditos, que a tudo acorriam a ela para obter as suas boas graças, sempre atendidas pelo rei Eduardo, que fazia tudo que sua esposa solicitava.

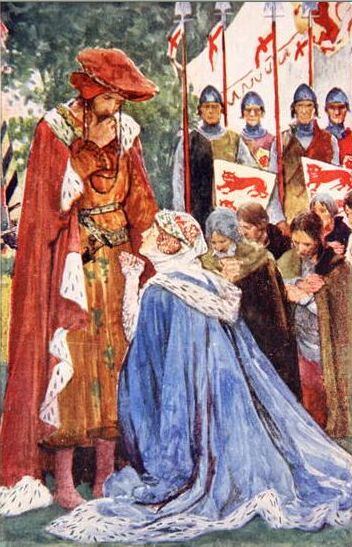
Pintura representando o apelo da rainha Filipa a seu marido em prol dos burgueses de Calais.

Filipa esteve junto de Eduardo em todas as suas expedições à Escócia, em 1333, quando o rei usurpador Eduardo Balliol, tomou o trono da Escócia de seu cunhado, o rei David II da Escócia, e esteve também em Flandres, de 1338 a 1340, quando Eduardo, por ser filho da última Capeto, requereu o trono para si. Durante o período que esteve nessa região, que era governada pelos Franceses, nasceram seus filhos Leonel de Antuérpia e João de Gante, que será o sogro do rei português João I de Portugal, por seu casamento com Filipa de Lencastre, neta da rainha Filipa.
Nessas expedições a rainha foi aclamada por sua generosidade e compaixão e passou para a história como a rainha de nobre coração que conseguiu obter do rei Eduardo III o perdão para os burgueses de Calais, condenados pelo rei à pena capital para servirem de exemplo.
Seu compatriota, o cronista flamengo Jean Froissart, foi seu confidente e esteve a seu serviço de 1361 a 1366.
Filipa cresceu majestosamente em seus últimos anos e isso favoreceu sua cativante imagem de mulher amável, pura e maternal. A rainha Filipa morreu de hidropsia, no Castelo de Windsor, no dia 15 de agosto de 1369, aos 55 anos de idade e foi sepultada na Abadia de Westminster, em Londres, onde mais tarde, seu marido seria enterrado ao seu lado.

## Descendência

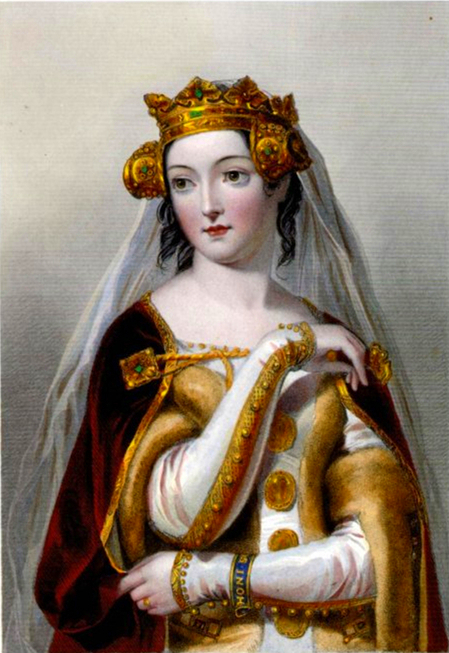
Representação da Rainha Filipa no livro Biographical Sketches of the Queens of England, from the Norman Conquest to the Reign of Victoria or Royal Book of Beauty, de Mary Howitt.

De seu casamento com o rei Eduardo III de Inglaterra:
- Eduardo, Príncipe de Gales, o Príncipe Negro (1330-1376), casou com Joana de Kent e foi pai de Ricardo II de Inglaterra, o último Plantageneta
- Isabel de Coucy (1332-1382), casou com Enguerrando VII de Coucy
- Guilherme Plantageneta (1334-1337)
- Joana Plantageneta (1335-1348), que foi noiva do rei Pedro I de Castela, mas faleceu a caminho de se casar de peste negra.
- Leonel de Antuérpia, Duque de Clarence (1338-1368), casou com Isabel de Burgh e Violante Visconti, mas teve apenas uma filha, Filipa.
- João de Gante, Duque da Aquitânia e de Lencastre (1340-1399). Os seus descendentes formaram a Casa de Lencastre, a facção da rosa vermelha na Guerra das Rosas. Foi também pai de Filipa de Lencastre, mulher do rei João I de Portugal.
- Edmundo de Langley, Duque de York (1341-1402). Os seus descendentes formaram a Casa de York, a facção da rosa branca na Guerra das Rosas.
- Branca Plantageneta (1342)
- Maria (1344-1361), casou com João V, Duque da Bretanha
- Margarida (n.1346), casou com João Hastings, conde de Pembroke
- Tomás de Woodstock, Duque de Gloucester (1355-k.1399), casou com Leonor de Bohun

## Legado
Através de seus filhos, Filipa reintroduziu a linhagem do antigo rei inglês Estêvão de Inglaterra, um neto do rei Guilherme, o Conquistador, na família real inglesa. Ela era descendente de Estêvão por parte de Matilda de Brabante, esposa de Floris IV da Holanda.
Filipa também era descendente de Haroldo II de Inglaterra por sua filha Gita de Wessex, casada com Vladimir II Monômaco de Kiev. Sua linhagem, no entanto, foi reintroduzida para a família real inglesa pela sogra de Filipa, Isabel de França, neta de Isabel de Aragão, esposa de Filipe III de França. A mãe de Isabel de Aragão, Iolanda da Hungria, foi filha de André II da Hungria, neto de Géza por Eufrosina de Kiev, neta de Gita. Através de sua bisavó materna, Maria da Hungria, foi descendente de Isabel da Bósnia (nascida antes de 1241), uma filha de Kuthen da Cumânia, cã dos cumanos, trazendo sangue asiático para a linhagem real inglesa.
The Queen's College, da Universidade de Oxford, fundado em 1341 pelo capelão de Filipa, Robert de Eglesfield, foi nomeado assim em honra a rainha.